# Episodi di Degrassi: The Next Generation (settima stagione)
| nº | Titolo originale          | Titolo italiano | Prima TV Canada  | Prima TV Italia |
| -- | ------------------------- | --------------- | ---------------- | --------------- |
| 1  | Standing in the Dark (1)  |                 | 14 gennaio 2008  |                 |
| 2  | Standing in the Dark (2)  |                 | 21 gennaio 2008  |                 |
| 3  | Love is a Battlefield     |                 | 19 maggio 2008   |                 |
| 4  | It's Tricky               |                 | 28 gennaio 2008  |                 |
| 5  | Death or Glory (1)        |                 | 4 febbraio 2008  |                 |
| 6  | Death or Glory (2)        |                 | 11 febbraio 2008 |                 |
| 7  | We Got the Beat           |                 | 18 febbraio 2008 |                 |
| 8  | Jessie's Girl             |                 | 25 febbraio 2008 |                 |
| 9  | Hungry Eyes               |                 | 3 marzo 2008     |                 |
| 10 | Pass the Dutchie          |                 | 10 marzo 2008    |                 |
| 11 | Owner of a Lonely Heart   |                 | 17 marzo 2008    |                 |
| 12 | Live to Tell              |                 | 24 marzo 2008    |                 |
| 13 | Bust a Move (1)           |                 | 31 marzo 2008    |                 |
| 14 | Bust a Move (2)           |                 | 7 aprile 2008    |                 |
| 15 | Got My Mind Set on You    |                 | 14 aprile 2008   |                 |
| 16 | Sweet Child O' Mine       |                 | 21 aprile 2008   |                 |
| 17 | Talking in Your Sleep     |                 | 28 aprile 2008   |                 |
| 18 | Another Brick in the Wall |                 | 5 maggio 2008    |                 |
| 19 | Broken Wings              |                 | 12 maggio 2008   |                 |
| 20 | Ladies' Night             |                 | 26 maggio 2008   |                 |
| 21 | Everything She Wants      |                 | 2 maggio 2008    |                 |
| 22 | Don't Stop Believin'      |                 | 9 giugno 2008    |                 |
| 23 | If This Is It             |                 | 16 giugno 2008   |                 |
| 24 | We Built This City        |                 | 23 giugno 2008   |                 |